# Supercoppa polacca 2015 (pallavolo femminile)
La Supercoppa polacca di pallavolo femminile 2015 si è svolta il 15 ottobre 2015: al torneo hanno partecipato due squadre di club polacche e la vittoria finale è andata per la seconda volta consecutiva al Klub Piłki Siatkowej Chemik Police.

## Regolamento
Le squadre hanno disputato una gara unica.

## Squadre partecipanti
| Squadra          | Qualificazione                           | Ultima partecipazione   |
| ---------------- | ---------------------------------------- | ----------------------- |
| Chemik Police    | Vincitrice Liga Siatkówki Kobiet 2014-15 | Supercoppa polacca 2014 |
| Atom Trefl Sopot | Vincitrice Coppa di Polonia 2014-15      | Supercoppa polacca 2013 |

## Torneo
| 15 ottobre 2015 Hala OSiR II, Zawiercie Durata: 1h:22 - Spettatori: 1 000 | Chemik Police | 3 - 0 | Atom Trefl Sopot | 25-19, 25-20, 25-15 |